# Joint Fire Support Missile

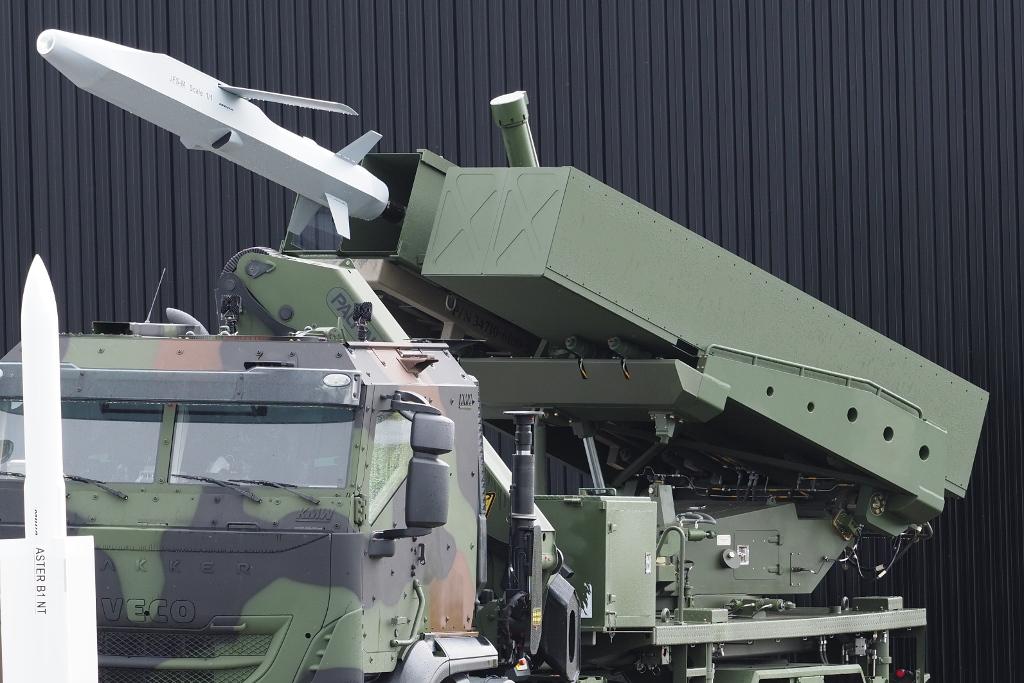
Maquette de concept « Euro-PULS » de lance-roquette multiples avec un JFS-M sur un camion Iveco.

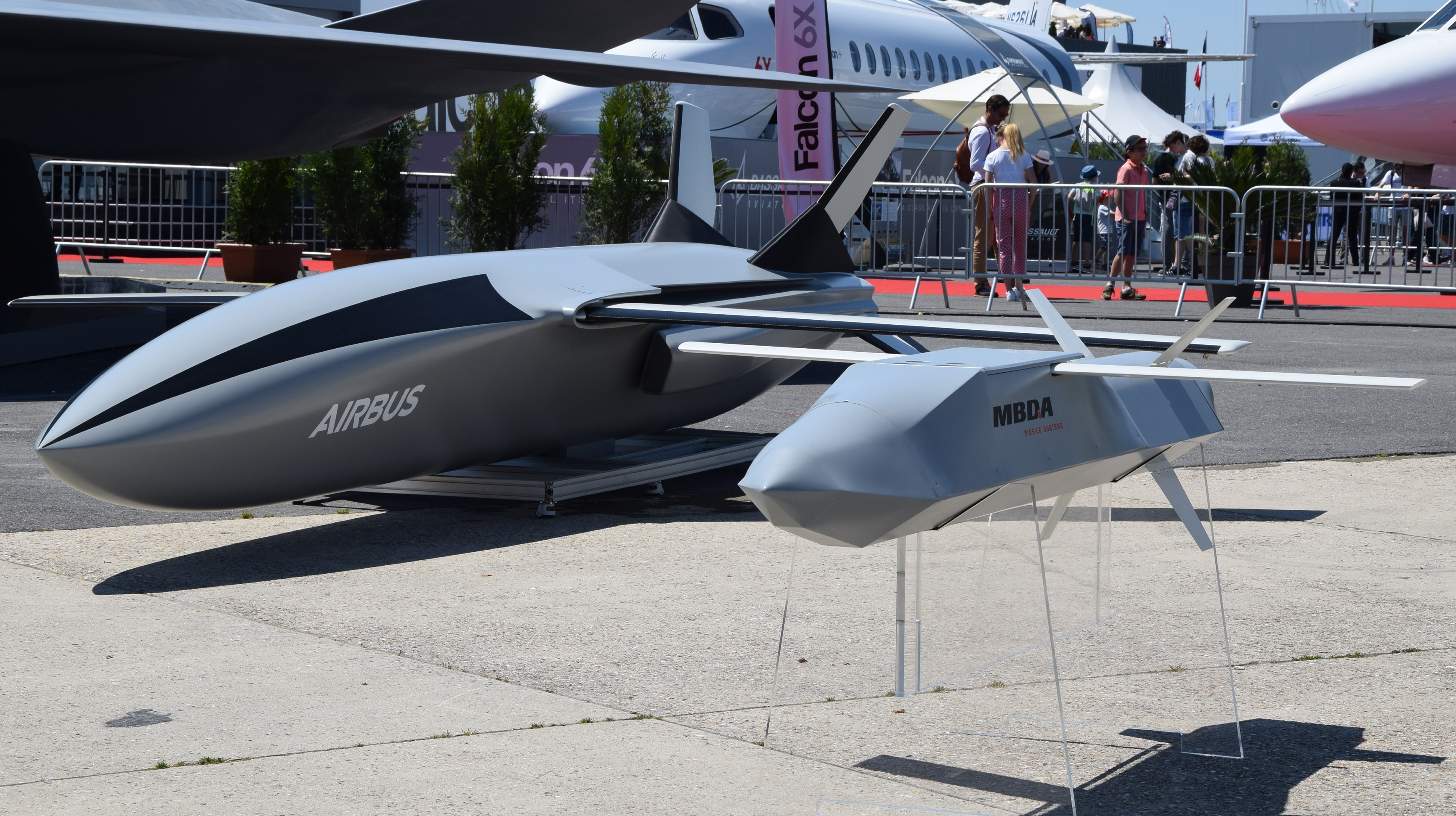
Maquettes d'effecteurs déportés développés pour le SCAF présentés en 2019. Celui de MBDA au premier plan (RC100) sert de base pour le JFSM.

Le Joint Fire Support Missile (JFS-M) est un projet de missile de croisière allemand sol-sol dont le développement est annoncé en juin 2021.

## Historique
Le 8 juin 2021, l'ouverture de négociations entre MBDA et KMW est annoncé pour ce projet de missile.
Le 23 juin 2022, MBDA Deutschland (anciennement LFK GmbH), Krauss-Maffei Wegmann (KMW) et ESG Elektroniksystem- und Logistik-GmbH (ESG) signent un protocole d'accord pour un projet de missile de croisière allemand, le Joint Fire Support Missile (JFS-M) pouvant être tirés par lot de deux depuis un panier de roquettes par un lance-roquettes multiples M270, un M142 HIMARS ou un autre futur véhicule, lors du Salon aéronautique international de Berlin 2022.
Son entrée en service, après un premier contrat, pourrait être réalisée en 4 ou 5 ans.

## Caractéristiques
Le JFS-M basé sur l’effecteur connecté RC100 développé pour le Système de combat aérien du futur (SCAF).
La masse au décollage du JFS-M est comprise entre 250 et 300 kg, son ogive pesant 80 kg, sa vitesse variant entre Mach 0,4 et Mach 0,9 (500 à 1 000 km/h), ce qui signifie que le missile à vitesse maximale mettrait environ une demi-heure pour atteindre une cible à la portée maximale de 499 km, la limite du Traité sur les forces nucléaires à portée intermédiaire étant de 500 km. MBDA annonçant une portée de plus de 300 km.